# Stadhuis van Moeskroen

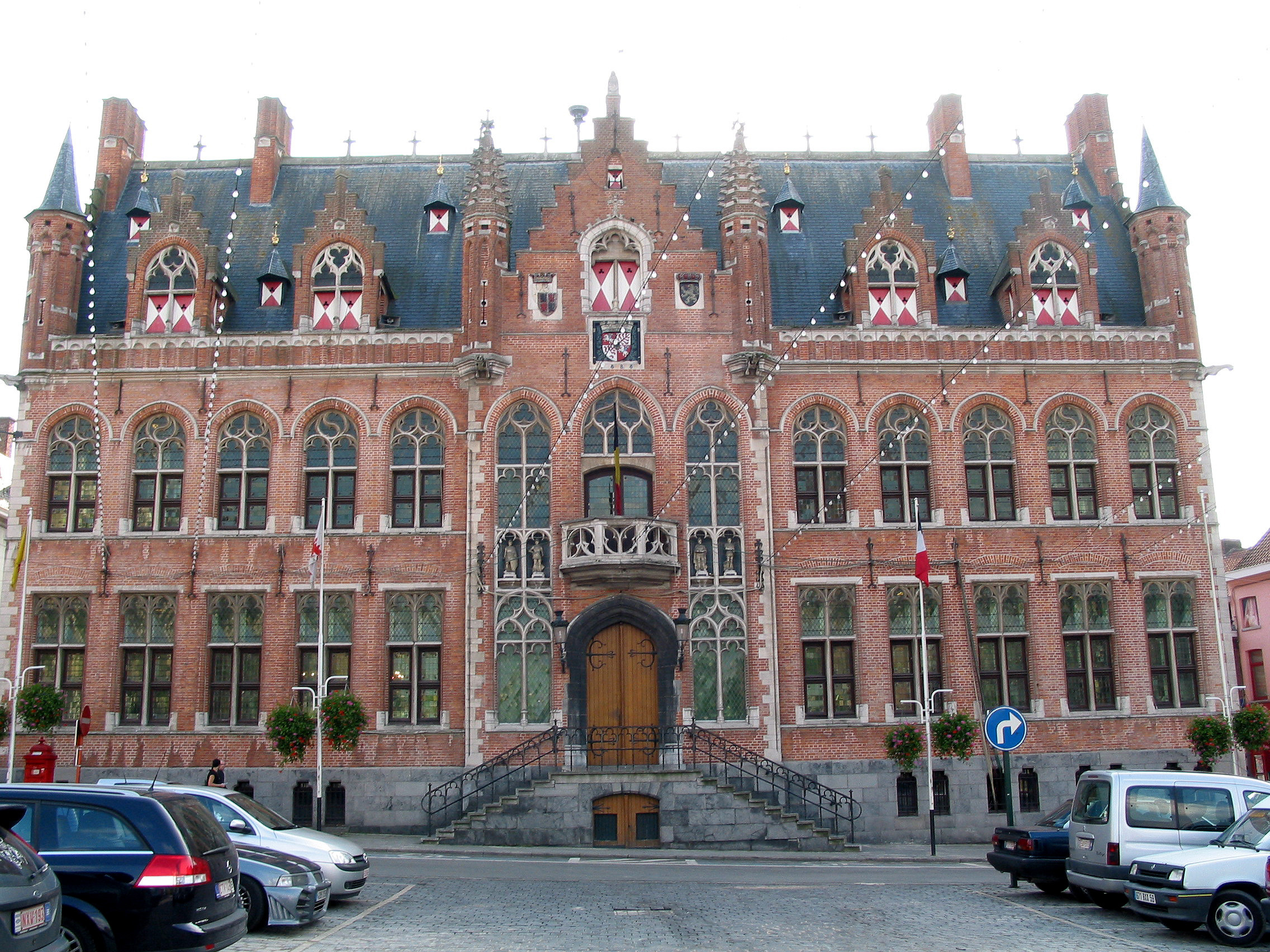
Stadhuis van Moeskroen

Het Stadhuis van Moeskroen is een bouwwerk in de Henegouwse stad Moeskroen, gelegen aan de Grote Markt 1.

## Geschiedenis
Dit bouwwerk is het resultaat van een wedstrijd die werd gewonnen door René Buyck. Zijn ontwerp werd in 1888-1889 gerealiseerd. Het is een imposant bakstenen bouwwerk in neogotische stijl en het is rijk aan versieringen, waardoor het niet massief maar eerder sierlijk overkomt.
Tussen allerlei torentjes, waterspuwers en beelden is er ook een roepende Hurlu te zien, een protestantse opstandeling van einde 16e eeuw.